# 清川廣樹
清川廣樹（きよかわ ひろき、1957年4月 - ）は日本の漆芸修復師、工芸家。

## 概要
漆芸と金継ぎを専門としている。京都を拠点に、建築、仏像、陶磁器、ガラス器など文化財の修復に携わっている。50年以上にわたり文化財の修復に携わり、特に江戸時代の金継ぎ技法を用いて陶磁器や漆器を修復することで知られている。「漆芸舎 平安堂」の代表を務めており、京都・東京の教室にて、金継ぎのワークショップも開催している。
また、国内外での展覧会や講演活動を行っている。2024年の「国際陶磁器フェスティバル美濃」では金継ぎのデモンストレーションを行った。
2024年9月には、ロンドンの「White Conduit Projects」で清川の金継ぎ展覧会が開催され、金継ぎの体験型ワークショップも実施した。清川の活動はNHK WorldやBBCなどでも取り上げられた。

### 参考
- 漆芸舎 平安堂 平安堂公式サイト
- むらさきスタイルプロジェクト
- 国際陶磁器フェスティバル美濃2024
- 在英日本国大使館 イベント詳細
- BBC news 2020「The Japanese art of fixing broken pottery 」